# Palacio Municipal de León
El Palacio Municipal de León es un edificio institucional de México donde se localizan las oficinas de la Presidencia Municipal de la ciudad de León, en el estado de Guanajuato.

## Historia
Fue edificado sobre parte de lo que fue el Colegio Grande del Seminario de los Padres Paulinos, quienes dejaron la ciudad en el año de 1860. El estilo de la construcción pertenece al orden arquitectónico jónico. En los años de 1861 a 1867 se utilizó como cuartel del ejército militar hasta la intervención francesa. En el transcurso de los siguientes años, se hicieron las obras de reconstrucción conservando su arquitectura original agregándole el estilo neoclásico, por el coronel Octaviano Rosado. Desde el 21 de marzo de 1869 fue sede del gobierno municipal. 
En el patio de la presidencia municipal está la estatua en bronce de Benito Juárez que se hizo para conmemorar el Centenario de su muerte en 1972, y para facilitar las ceremonias en su honor se colocó en el patio principal de la Presidencia Municipal en un aniversario del mismo Palacio Municipal. Los murales pintados en 1972-73 por el maestro leonés Jesús Gallardo engalanan los descansos de las escaleras principales y el pasillo de la planta alta del patio central.
- Datos: Q6057741